# Akira Takase
Akira Takase (japanisch 高瀬 証 Takase Akira; * 21. September 1988 in Kitami) ist ein japanischer Fußballspieler.

## Karriere
Takase erlernte das Fußballspielen in der Schulmannschaft der Obihiro Kita High School. Seinen ersten Vertrag unterschrieb er 2007 bei Albirex Niigata (Singapur). 2010 wechselte er zu Japan Soccer College. 2012 wechselte er zu Grulla Morioka. Am Ende der Saison 2013 stieg der Verein in die J3 League auf. Im Juni 2016 wechselte er zu Azul Claro Numazu. 2017 wechselte er zu ReinMeer Aomori FC. 2019 wechselte er zu Banditonce Kakogawa. 2020 wechselte er zu Hokkaido Tokachi Sky Earth.